# Teatr okrucieństwa (opowiadanie)
Teatr okrucieństwa – krótkie opowiadanie zaliczane do cyklu Świat Dysku Terry'ego Pratchetta. 
Po raz pierwszy zostało opublikowane w 1993 roku na łamach darmowego czasopisma „Bookcase” (numer lipcowo-sierpniowy) w formie skróconej. Rozszerzona wersja pojawiła się w 1996 r. w zbiorze The Wizards of Odd. Comic Tales of Fantasy pod redakcją Petera Haininga (polskie wydanie - Czarnoksiężnicy z dziwacznego grodu. Humorystyczne opowieści fantastyczne, ISBN 83-7150-611-2; Czarnoksiężnicy z krainy osobliwości. Humoreski fantasy, ISBN 978-83-7469-542-8). Opowiadanie jest też dostępne za darmo w Internecie.
Nazwa pochodzi od teorii teatru okrucieństwa wymyślonej i głoszonej przez Antonina Artauda. W opowiadaniu występują strażnicy miejscy (głównie Marchewa) oraz gnomy.